# マグニャカルタ
『マグニャカルタ』は、アンティック-珈琲店-2枚目のフルアルバム。2006年11月29日発売。発売元はRed Cafe。

## 解説
- シングル「メープルガンマン」(10's コレクション マァチ)、「BondS 〜絆〜」、「スマイル一番 イイ♀」、「スノーシーン」を含む。

## 収録曲

### CD
1. LOCK ON ☆ザ☆ 御NEW世界
2. スマイル一番 イイ♀
3. NYAPPY in the world 2
4. #＊-@☆ピポパポテレパシー☆@-＊#
5. メープルガンマン
6. プッシンプリン
7. 七色クレヨンで描く光
8. スノーシーン
9. 自己愛主義者の未熟な悪魔
10. 巡り逢えた奇跡
11. BondS～絆～ (Magnya mix)

### DVD
1. メープルガンマン
2. BondS～絆～
3. スマイル一番 イイ♀
4. スノーシーン